# Euphausiacea
Los eufausiáceos (Euphausiacea) son un orden de crustáceos malacostráceos conocidos genéricamente como kril. Pueden encontrarse en todos los océanos del mundo, se alimentan sobre todo de fitoplancton y son un elemento fundamental de la cadena trófica de los ecosistemas oceánicos. En el océano Antártico, una especie, el kril antártico (Euphausia superba), constituye una biomasa estimada de alrededor de 379 000 000 de toneladas, lo que la convierte en una de las especies con mayor biomasa del planeta, de la cual más de la mitad es consumida por ballenas barbadas, focas, pingüinos, calamares y peces cada año. La mayoría de las especies de eufausiáceos realizan grandes migraciones verticales diarias, lo que proporciona alimento a los depredadores cerca de la superficie por la noche y en aguas más profundas durante el día.
De comportamiento gregario, se agrupan en enormes cardúmenes que se extienden a lo largo de kilómetros con miles de individuos concentrados en un solo metro cúbico de agua, lo que los hace una especie idónea para su explotación comercial. Se pesca comercialmente en el océano Antártico y en las aguas en torno a Japón. La captura total asciende a entre 150 000 y 200 000 toneladas anuales, la mayor parte de la cual proveniente del mar del Scotia. La mayoría se utiliza en la acuicultura, para la confección de alimento para acuarios, como cebo en la pesca deportiva o en la industria farmacéutica. En Japón, Filipinas y Rusia también se usa para el consumo humano. 
Su nombre común en español proviene del inglés krill y este a su vez del noruego krill (alevín, pez pequeño).

## Taxonomía
Los eufausiáceos (Euphausiacea) son un orden de artrópodos incluidos dentro del gran subfilo Crustacea. El grupo con más familias y más numeroso de crustáceos, la clase Malacostraca, incluye el superorden Eucarida que comprende tres órdenes: Euphausiacea (kril), Decapoda (camarones, cangrejos, langostas) y Amphionidacea.
El orden se divide en dos familias. La más abundante es Euphausiidae, que contiene 10 géneros con un total de 86 especies; de estos, el género Euphausia es el mayor, con 31 especies. La familia menos conocida, Bentheuphausiidae, tiene una sola especie, Bentheuphausia amblyops, un kril batipelágico que vive en aguas por debajo de los 1000 m de profundidad y se considera la especie de kril más primitiva que existe.
Las especies más conocidas, sobre todo por ser objeto de pesca comercial, son el kril antártico (Euphausia superba), el kril del Pacífico (Euphausia pacifica) y el kril del norte (Meganyctiphanes norvegica).

### Filogenia
Se cree que el orden Euphausiacea es monofilético debido a que conserva varias características morfológicas únicas (autoapomorfia), como branquias filamentosas desnudas y toracópodos delgados, y por estudios moleculares.
Ha habido muchas propuestas sobre la ubicación del orden Euphausiacea. Desde la primera descripción de Thysanopode tricuspide realizada por Henri Milne-Edwards en 1830, la similitud de sus toracópodos birrámeos había llevado a los zoólogos a agrupar a los eufausiáceos y misidáceos (Mysidacea) en el orden Schizopoda, que fue dividido por Boas en 1883 en dos órdenes separados. En 1904 William Thomas Calman clasificó los misidáceos en el superorden Peracarida y los eufausiáceos en el superorden Eucarida, aunque hasta la década de 1930 se abogó por el orden Schizopoda. Posteriormente también se propuso que el orden Euphausiacea debería agruparse con Penaeidae (familia de langostinos) en Decapoda con base en sus similitudes de desarrollo, tal como lo consideraron Robert Gurney e Isabella Gordon. La razón de este debate es que el kril comparte algunas características morfológicas de los decápodos y otras de los misidáceos.
Los estudios moleculares no hay permitido su agrupación de manera inequívoca, posiblemente debido a la escasez de especies clave escasas como Bentheuphausia amblyops en Euphausiacea y Amphionides reynaudii en Eucarida. Un estudio apoya la monofilia de Eucarida (con el orden Mysida basal), otros agrupan Euphausiacea con Mysida (Schizopoda), mientras que otros agrupan Euphausiacea con Hoplocarida.
Ningún fósil existente puede asignarse inequívocamente a Euphausiacea. Se ha considerado que algunos taxones eumalacostráceos extintos podrían ser eufausiáceos, como Anthracophausia, Crangopsis —actualmente asignado a Aeschronectida (Hoplocarida)— o Palaeomysis. Todas las fechas de los procesos de especiación se estimaron mediante la técnica de reloj molecular, que ubicaron al último ancestro común de la familia de krils Euphausiidae (orden Euphausiacea menos Bentheuphausia amblyops) como que vivió en el Cretácico inferior hace unos 130 millones de años.

## Distribución

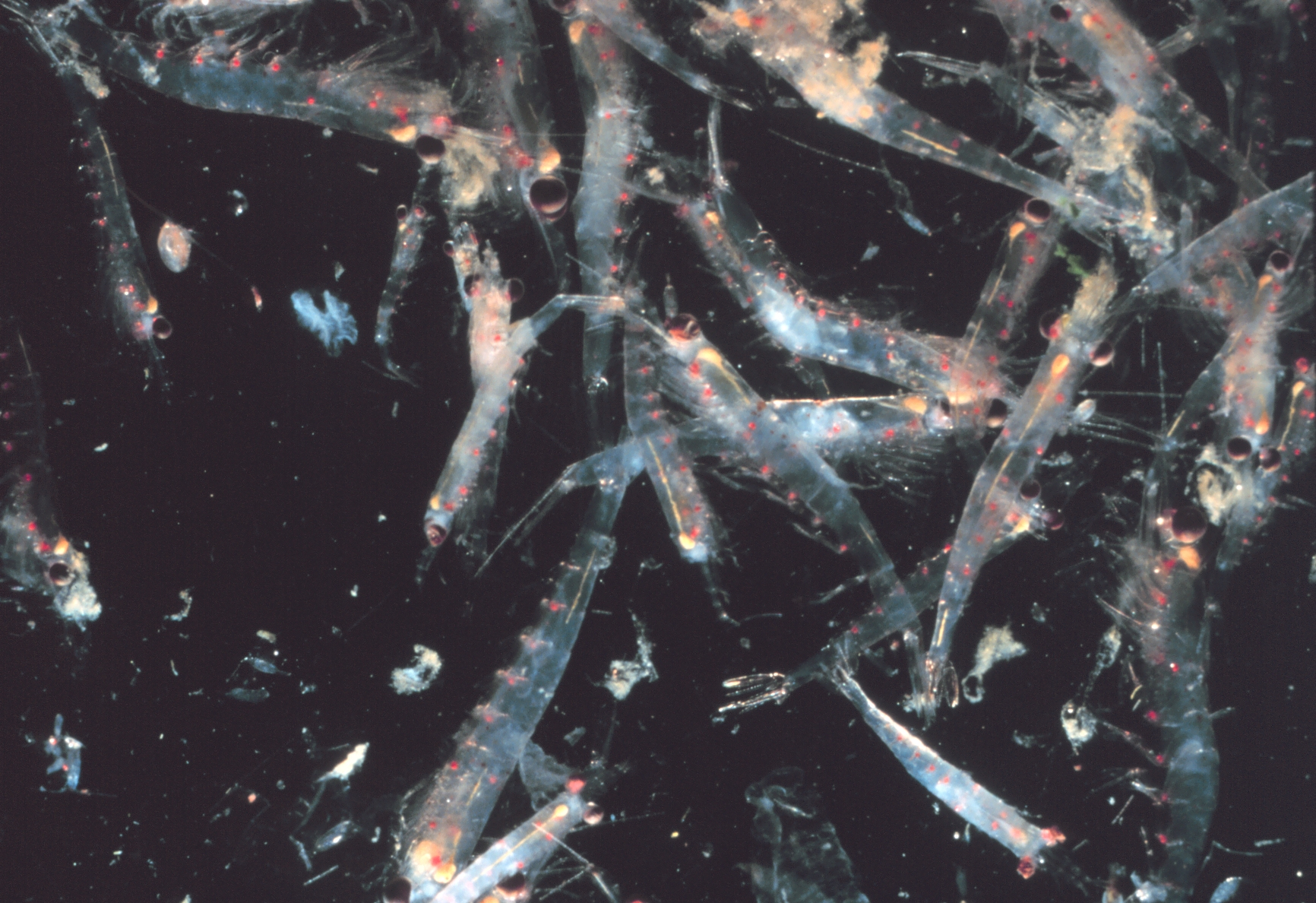
Imagen parcial de un cardumen de kril.

El kril se encuentra en todos los océanos del mundo, aunque muchas especies individuales tienen una distribución endémica o nerítica. Bentheuphausia amblyops, una especie batipelágica, tiene una distribución cosmopolita dentro de su hábitat en aguas profundas.
Las especies del género Thysanoessa se encuentran en los océanos Atlántico y Pacífico. Meganyctiphanes norvegica se distribuye por el Atlántico, desde una zona aproximadamente a la altura del Mediterráneo hacia el norte. Euphausia pacifica se distribuye por el océano Pácífico.
Entre las especies con distribuciones neríticas están las cuatro del género Nyctiphanes; son muy abundantes a lo largo de las regiones de surgencia de las corrientes marinas de California, Humboldt, Benguela y Canarias. Otra especie que solo tiene distribución nerítica es Euphausia crystallorophias, endémica de la costa antártica.
Entre las especies con distribuciones endémicas están Nyctiphanes capensis, que se encuentra solo en la corriente de Benguela, Euphausia mucronata en la corriente de Humboldt, y las seis especies de Euphausia, nativas del océano Antártico.
En la Antártida se conocen siete especies, una en el género Thysanoessa (T. macrura) y seis en Euphausia. El kril antártico (Euphausia superba) vive generalmente a profundidades que alcanzan los 100 m, mientras que Euphausia crystallorophias puede alcanzar una profundidad de 4000 m, aunque por lo general viven a profundidades de 300-600 m como máximo. Ambos se encuentran en latitudes de 55°S, con E. crystallorophias preferentemente al sur de 74°S y en regiones de hielo a la deriva. Otras especies conocidas en el océano Antártico son E. frigida, E. longirostris, E. triacantha y E. vallentini.

## Anatomía y morfología

Anatomía del kril, utilizando la especie Euphausia superba como modelo.

Como crustáceos, los eufausiáceos tiene un exoesqueleto quitinoso compuesto por tres tagmas: el céfalon (cabeza), el pereion (fusionado al cefalón para formar un cefalotórax) y el pleon; esta capa exterior es transparente en la mayoría de las especies. Como todos los eucáridos, tienen el cuerpo dividido en cinco segmentos cefálicos, ocho torácicos y seis abdominales. Disponen de complejos ojos compuestos. Excepto en el caso del género Thysanoessa que cuenta con especies con diversos tipos de ojos, todas las demás especies de un mismo género tienen los ojos o bien redondos o bien bilobulados; la forma y tamaño de los ojos puede ser un factor importante para definir una especie. Cuentan con dos pares de antenas: el par de antenas superiores, las anténulas, están formadas por un pedúnculo antenular de tres segmentos y un par de flagelos antenulares compuestos por múltiples segmentos; las antenas en posición inferior consisten en un segmento basal con una escama y un pedúnculo antenal formado por dos segmentos y terminado en un largo flagelo. Tienen varios pares de patas torácicas en la parte ventral denominadas pereiopodos o toracópodos, por estar unidos al tórax; su número varía entre los distintos géneros y especies. Estas patas torácicas incluyen patas de alimentación y patas de aseo. Todas las especies cuentan con seis segmentos articulados: un telsón con urópodos en el extremo posterior y cinco pares de patas de natación ventrales llamadas pleópodos, muy similares a los de una langosta o los cangrejos de río. La mayoría de las especies tienen una longitud aproximada de 1-2 cm en su etapa adulta, aunque algunos alcanzan tamaños de 6-15 cm. La especie de mayor tamaño es la batipelágica Thylopoda spinicauda. El kril se puede distinguir fácilmente de otros crustáceos similares, como las gambas y otros decápodos, por sus branquias externas visibles en el margen exterior de la coxa.

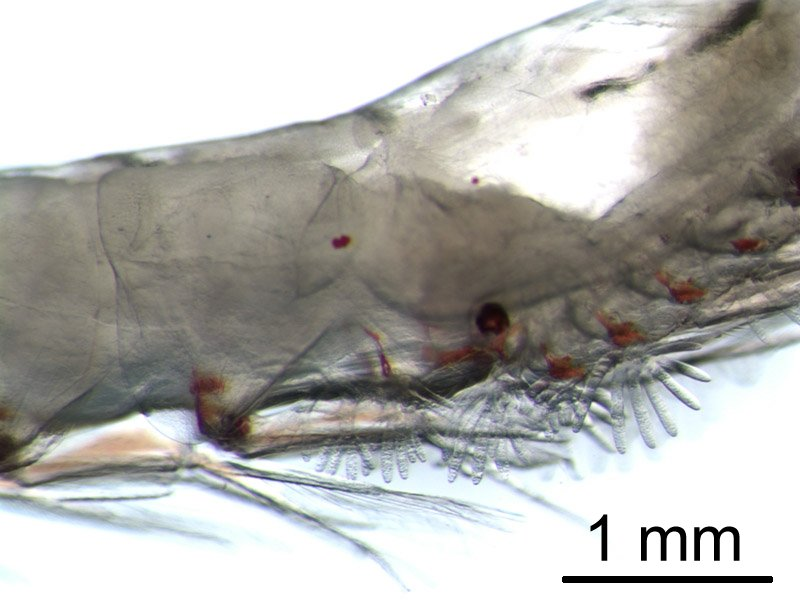
Las branquias externas visibles son una característica que ayuda a diferenciar el kril de otros crustáceos similares, como las gambas.

A excepción de Bentheuphausia amblyops y Thysanopoda minyops todas las especies de kril son bioluminiscentes gracias a unos órganos de gran tamaño denominados fotóforos que pueden emitir luz. La luz se genera mediante una reacción de quimioluminiscencia catalizada por enzimas, que activa una luciferina (un tipo de pigmento) mediante una enzima luciferasa. Algunos estudios indican que la luciferina de muchas especies es un tetrapirrol fluorescente similar, aunque no idéntica a la de los dinoflagelados y que el kril probablemente no produzca esta sustancia por sí mismo, sino que la adquiere porque estos organismos forman parte de su dieta. Los fotóforos del kril son órganos complejos con lentes y capacidad de enfoque y que pueden rotarse con los músculos. La función precisa de estos órganos se desconoce, aunque se cree que pueden estar relacionados con el apareamiento, interacción u orientación social y como una forma de camuflaje de contrailuminación para compensar su sombra contra la luz ambiente proveniente de la superficie.

## Ecología
La mayoría de las especies de kril se alimentan por filtración; sus apéndices anteriores, los toracópodos o patas torácicas, cuentan con unos pelillos muy finos con los que pueden filtrar su comida del agua. Estos filtros pueden ser muy efectivos en aquellas especies (como Euphausia spp.) que se alimentan principalmente de fitoplancton, en particular en diatomeas (algas unicelulares) y dinoflagelados. La mayoría omnívoros, aunque algunas especies son herbívoras y otras carnívoras y se alimentan de huevos y larvas de peces, copépodos y otro zooplancton y también detrito. Algunos estudios indican que no tienen un único tipo de alimentación, sino que se acomodan de forma natural a la comida que les es accesible en cada momento, pudiendo cambiar en periodos de tiempo corto de una dieta estrictamente herbívora a una omnívora o carnívora.
Su pequeño tamaño y su alimentación hacen del kril un elemento fundamental de la cadena trófica de los ecosistemas oceánicos, pues convierte la producción primaria que constituye su dieta en una forma adecuada para el consumo de animales más grandes que no pueden alimentarse directamente del plancton. Muchos animales se alimentan de estos pequeños crustáceos, desde animales más pequeños como peces o pingüinos, hasta animales más grandes como focas y ballenas barbadas. Las formas larvarias de kril se consideran generalmente parte del zooplancton.
Las alteraciones de un ecosistema que provoquen una disminución en la población de kril pueden tener efectos de gran alcance. Por ejemplo, durante una proliferación de cocolitóforos en el mar de Bering en 1998, la concentración de diatomeas disminuyó en el área afectada. Como el kril no puede alimentarse de cocolitóforos, su población (principalmente E. pacifica) en esa región disminuyó drásticamente, lo que afectó a otras especies como las pardelas que tuvo un gran descenso de población. Se cree también que el incidente fue uno de los motivos por los que el salmón no se reprodujo esa temporada.
El cambio climático supone otra amenaza para las poblaciones de kril. Varios ciliados endoparásitos unicelulares del género Collinia pueden infectar especies de kril y devastar las poblaciones afectadas. Existen informes de estas enfermedades en Thysanoessa inermis en el mar de Bering y también para E. pacifica, Thysanoessa spinifera y T. gregaria frente a la costa del Pacífico de América del Norte. Algunos ectoparásitos de la familia Dajidae (isópodos epicarideanos) afectan al kril (y también a gambas y mísidos); uno de estos parásitos es Oculophryxus bicaulis, que se encontró en el kril Stylocheiron affine y S. longicorne. Este parásito se adhiere al pedúnculo de los ojos del animal y absorbe la sangre de su cabeza; aparentemente inhibe la reproducción del huésped, ya que ninguno de los animales afectados alcanzó la madurez.
La especie está amenazada por la pesca indiscriminada. Según estudios publicados en la Convención para la Conservación de Recursos Vivos Marinos Antárticos (CCRVA), las captura de kril pasaron de 104 728 toneladas en 2007 a 415 508 en 2022.

## Ciclo vital y comportamiento

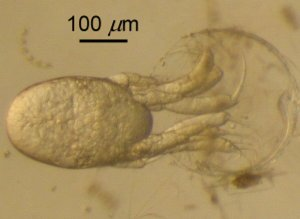
Nauplio de Euphausia pacifica eclosionando.

El ciclo de vida del kril está relativamente bien estudiado, a pesar de pequeñas variaciones en los detalles de una especie a otra. Después de la eclosión, experimentan varios estadios larvales: nauplio, pseudometanauplio, metanauplio, calyptopis y furcilia, cada uno de los cuales se divide en subetapas. La etapa pseudometanauplio es exclusiva de las especies que ponen sus huevos dentro de un saco ovígero (ovisaco o saco de cría). Las larvas crecen y mudan a medida que se desarrollan, reemplazando su rígido exoesqueleto cuando se vuelve demasiado pequeño. Las reservas de yema dentro de su cuerpo nutren a las larvas a través de la etapa metanauplio. Durante la calyptopis el proceso de diferenciación celular ya ha progresado lo suficiente como para desarrollar la boca y un tracto digestivo y comienzan a comer fitoplancton; en ese momento sus reservas de yema ya se han agotado y las larvas deben haber alcanzado la zona fótica, las capas superiores del océano donde penetra el sol y florecen las algas. Las etapas del estadio furcilia, donde ya son parecidos a adultos de pequeño tamaño, se caracterizan por la adición de segmentos y la emergencia y desarrollo de pleópodos abdominales, comenzando en los segmentos delanteros. Posteriormente desarrolla gónadas y madura sexualmente.
Los sexos están diferenciados y el apareamiento probablemente se realiza mediante la transferencia de uno o dos espermatóforos por parte del macho introduciendo su petasma (órgano de transferencia, modificación de los endopoditos del primer par de pleópodos) en el télico (apertura genital, modificación de la parte ventral del cefalotórax a la altura del 3.º, 4.º y 5.º par de pereiópodos) de la hembra. No hay constancia de observaciones de la cópula del kril, pero probablemente se produce durante la noche y se completa en unos segundos. Las hembras pueden llevar varios miles de huevos, que con el tiempo pueden alcanzar hasta un tercio de la masa corporal del animal. Pueden tener múltiples crías en una sola temporada, con intervalos entre cruces que duran del orden de días.

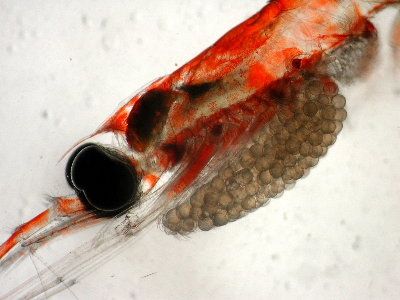
Cabeza de una hembra de Nematoscelis difficilis, donde se aprecia el saco ovígero. Los huevos tienen un diámetro de 0,3-0,4 mm.

Utilizan dos tipos de mecanismo de desove. Las 57 especies de los géneros Bentheuphausia, Euphausia, Meganyctiphanes, Thysanoessa y Thysanopoda son «reproductores por difusión»: la hembra libera los huevos fertilizados en el agua, donde generalmente se hunden, se dispersan y son abandonados. Estas especies liberan de 40 a 500 huevos por puesta, dependiendo de la especie y el tamaño de la hembra, y generalmente eclosionan en la etapa de nauplio 1, pero recientemente se ha descubierto que eclosionan a veces como metanauplio o incluso como etapas de calyptopis; Las 29 especies restantes de los otros géneros son «reproductores de saco», donde la hembra lleva los huevos con ella, unidos a los pares posteriores de los toracópodos hasta que eclosionan como metanauplio, aunque algunas especies como Nematoscelis difficilis pueden hacerlo como nauplio o pseudometanauplio.
Los juveniles, que crecen más rápido, mudan más a menudo que los mayores y lo de mayor tamaño. El número de mudas varía entre especies, o incluso dentro de la misma especie dependiendo de la zona, la época y las condiciones ambientales; está sujeta a muchos factores externos, como la latitud, la temperatura del agua y la disponibilidad de alimentos, por lo que la tasa de muda varía estacionalmente. La especie subtropical Nyctiphanes simplex, por ejemplo, tiene un período entre mudas de dos a siete días: las larvas mudan cada cuatro días por término medio, mientras que los juveniles y los adultos lo hacen, de media, cada seis días. Para E. superba en el mar antártico, se han observado períodos entre mudas que van de 9 a 28 días, dependiendo de temperaturas entre –1 y 4 °C, y para Meganyctiphanes norvegica en el mar del Norte los periodos intermuda también varían entre 9 y 28 días, pero a temperaturas entre 2,5 y 15 °C. E. superba puede reducir su tamaño corporal cuando no hay suficiente comida disponible, mudando también cuando su exoesqueleto se vuelve demasiado grande. También se ha observado una reducción similar en E. pacifica, una especie que se encuentra en el océano Pacífico desde zonas polares a templadas, como una adaptación a temperaturas anormalmente altas del agua. La reducción de tamaño también se ha comprobado en otras especies de kril de zonas templadas.
El ciclo de muda consta de procesos de formación de la cutícula y su resorción, estos mecanismos se encuentran regulados por diferentes genes, entre los que se han determinado familias génicas pertenecientes a dominios de unión a ATP, en particular, genes de miosina por lo que participan en contracciones musculares asociadas a la reducción del tamaño corporal en invierno.

### Esperanza de vida
Algunas especies de kril de latitudes elevadas, como Euphausia superba, pueden vivir más de seis años; otras, como la especie de latitud media Euphausia pacifica, viven solo durante dos años. La longevidad de las especies subtropicales o tropicales es todavía más corta; por ejemplo, Nyctiphanes simplex generalmente vive solo de seis a ocho meses.

### Gregarismo
La mayoría de las especies de kril son gregarias; el tamaño y densidad de los cardúmenes varía según la especie y la región. En el caso de Euphausia superba, alcanzan un tamaño de 10 000 a 60 000 individuos por metro cúbico. El agrupamiento es un mecanismo de defensa, que le ayuda a confundir a pequeños depredadores que busquen presas individuales. En 2012 se presentó lo que parece ser un algoritmo estocástico exitoso para modelar el comportamiento de los enjambres de kril. El algoritmo se basa en tres factores principales: «(i) movimiento inducido por la presencia de otros individuos (ii) actividad de alimentación, y (iii) difusión aleatoria».

### Migración vertical
Fundamentalmente para alimentarse, la mayor parte de especies de kril sigue un patrón de migración vertical diaria; pasan el día a mayor profundidad y suben durante la noche hacia la superficie, a menudo desplazándose más de 200 m. Cuanto más profundo van, más reducen su actividad, aparentemente para reducir los encuentros con depredadores y conservar energía. Su actividad natatoria varía en función de la cantidad de alimento ingerido; los individuos saciados que se habían alimentado en la superficie nadan menos activamente y se hunden hasta la zona mixta. A medida que se hunden producen heces, desempeñando así un papel en el ciclo del carbono antártico. Los individuos con el estómago vacío nadan más activamente y se dirigen hacia la superficie. La migración vertical puede producirse 2 a 3 veces al día. Algunas especies, como Euphausia superba, E. pacifica, E. hanseni, Pseudeuphausia latifrons y Thysanoessa spinifera, forman cardúmenes de superficie durante el día con fines alimenticios y reproductivos, aunque este comportamiento los hace extremadamente vulnerables a los depredadores. Los densos cardúmenes que forman pueden provocar un frenesí de alimentación entre peces, aves y mamíferos depredadores, especialmente cerca de la superficie. Cuando se lo molesta, el cardumen se dispersa e incluso se ha observado que algunos individuos mudan espontáneamente, dejando atrás la exuvia como señuelo.

Representación del movimiento de huida del kril.

Normalmente nadan a un ritmo de 5-10 cm/s (2-3 veces su tamaño corporal por segundo), usando sus Pleópodos natatorios para la propulsión. Sus grandes migraciones están sujetas a las corrientes oceánicas. Cuando se sienten en peligro, reaccionan con un comportamiento de huida, sacudiendo sus estructuras caudales, el telson y los urópodos, moviéndose hacia atrás a través del agua con relativa rapidez, alcanzando velocidades de 10 a 27 veces la longitud corporal por segundo, que un kril grande como E. superba significa alrededor de 0,8 m/s. Su rendimiento natatorio ha llevado a muchos investigadores a clasificar el kril adulto como formas de vida micro-nectónicas, es decir, pequeños animales capaces de movimiento individual contra corrientes (débiles).

## Como recurso económico

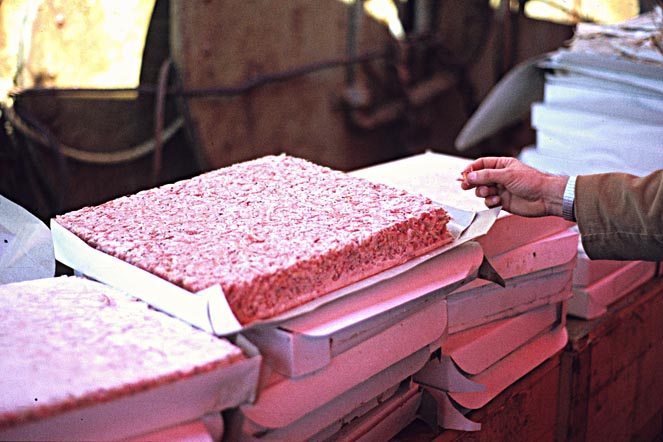
Bloque de kril antártico congelado para su uso como alimento para animales o como ingrediente para cocinar.

El kril se ha criado artificialmente como una fuente de alimento para humanos y animales domésticos desde al menos el siglo XIX, y posiblemente antes en Japón, donde se lo conocía como okiami. Su pesca a gran escala se desarrolló a fines de la década de 1960 y principios de la de 1970, y actualmente solo en aguas antárticas y en los mares en torno a Japón. Históricamente, las naciones con mayor volumen de captura de kril fueron Japón y la Unión Soviética o, tras su disolución, Rusia y Ucrania. La pesca alcanzó su punto máximo, que en 1983 era de aproximadamente 528 000 toneladas solo en el océano Antártico (de la cual la Unión Soviética suponía el 93 %), actualmente se gestiona con precaución para evitar la sobrepesca.
En 1993, dos hechos provocaron una disminución de la pesca de kril: Rusia abandonó la industria y la Convención para la Conservación de Recursos Vivos Marinos Antárticos (CCRVMA) estableció unos cupos máximos de captura para una explotación sostenible del kril antártico. Tras una revisión de octubre de 2011, la Convención decidió no modificar la cuota.
La captura anual en la zona antártica se estabilizó en torno a las 200 000 toneladas, muy por debajo de la cuota de captura establecida por la CCRVMA de 5,6 millones de toneladas. El principal factor limitante fue probablemente los altos costos junto con cuestiones políticas y legales. En 2014 Japón y Rusia ya no se dedicaban a la pesca del kril, y los países con mayores capturas fueron Noruega, con 165 899 t (58 % del total); Corea del Sur, con 55 414 t (19 %); y China, con 54 303 t (10 %).
Aunque la biomasa total del kril antártico puede alcanzar los 400 millones de toneladas, el impacto humano en esta especie clave está creciendo, con un aumento del 39 % en su captura, que pasó de 212 000 a 294 000 toneladas durante el período 2010-2014.
Se encuentra en todos los océanos del mundo, pero se prefiere su pesca en los océanos meridionales porque es más abundante y fácil de capturar en estas regiones. Dado que los mares antárticos se consideran prístinos, el kril está considerado un «producto limpio».

### Consumo humano
El kril es una fuente rica en proteínas y ácidos grasos omega-3  es también rico en el antioxidante llamado astaxantina, por lo que a principios del siglo XXI está incrementándose su explotación para el consumo humano, como suplementos dietéticos como cápsulas de aceite, alimento para el ganado y alimento para mascotas. Tiene un sabor salado, similar al pescado, algo más fuerte que el camarón. Para su consumo masivo como productos preparados comercialmente, deben pelarse para eliminar su exoesqueleto no comestible.
En 2011 la Administración de Alimentos y Medicamentos de los Estados Unidos publicó un informe de no objeción para que un producto manufacturado de aceite de kril fuera reconocido como generalmente seguro para el consumo humano.